# Friday Bridge
Friday Bridge est un village du Cambridgeshire, en Angleterre.